# Eternal Sunshine Deluxe: Brighter Days Ahead
Eternal Sunshine Deluxe: Brighter Days Ahead è la riedizione del settimo album in studio della cantautrice statunitense Ariana Grande, Eternal Sunshine. Pubblicata il 28 marzo 2025 dalla Republic, contiene sei nuovi brani inediti.

## Antefatti
Nel luglio 2024, la Grande ha rivelato che un'edizione deluxe di Eternal Sunshine era in produzione, ma non era prevista per l'uscita "in tempi molto brevi" a causa dei suoi impegni promozionali per Wicked. L'artista ha dichiarato ai Golden Globe Awards 2025 che il progetto era stato registrato nel 2024 e che sarebbe stato rilasciato "prima o poi".

## Pubblicazione
Il 27 febbraio 2025, l'account Instagram "@sweetener" è stato rinominato "@brighterdays". Una falsa hotline di "Brighter Days", resa pubblica il 4 marzo, includeva un messaggio vocale della Grande che pubblicizzava una procedura di cancellazione della memoria, un riferimento alla trama del video musicale di We Can't Be Friends (Wait for Your Love) e al film Se mi lasci ti cancello, presso la fittizia "Brighter Days Clinic".  Un teaser trailer, che mostrava dei beni all'interno di una scatola che veniva incendiata (una scena del video musicale sopracitato), è stato rilasciato insieme a un link per il pre-salvataggio l'8 marzo.
La ristampa, intitolata eternal sunshine deluxe: brighter days ahead, è stata annunciata il 10 marzo 2025; i preordini sono iniziati lo stesso giorno. La Grande ha rivelato i titoli e l'elenco delle tracce bonus il 17 marzo tramite i suoi social media. Un estratto della traccia Twilight Zone è stato presentato in anteprima tramite la hotline di "Brighter Days" il 25 marzo.
La riedizione è stata pubblicata il 28 marzo 2025 tramite streaming, download digitale, due varianti in CD e in vinile. Il 1° aprile 2025, sono state rilasciate in un primo momento via download sul sito ufficiale dell'artista e sufficientemente via streaming tre nuove versioni: una instrumentale, una a capella e una con una cover alternativa.

## Titolo e copertina
Il titolo Eternal Sunshine Deluxe: Brighter Days Ahead deriva dalla fittizia "Brighter Days Clinic" nel video musicale di We Can't Be Friends (Wait for Your Love).
La copertina standard è una fotografia "ingrandita" della Grande in un abito bianco, che levita nell'aria, sotto un raggio di luce bianca, al centro di uno sfondo nero. Los 40 ha definito la copertina una "metafora per il titolo dell'album",  mentre Hypebeast l'ha descritta come "un'immagine adatta per un album che promette 'giorni più luminosi in arrivo'".

## Singoli

### Twilight Zone
L'8 aprile 2025 viene pubblicata la canzone Twilight Zone come unico estratto della riedizione deluxe.

## Accoglienza
| Recensione    | Giudizio |
| ------------- | -------- |
| Attitude      |          |
| Rolling Stone |          |

Rob Sheffield di Rolling Stone ha valutato l'album con 4 stelle su 5, elogiandone le nuove canzoni per essere così intense come le tracce originali e ha descritto l'album come una continuazione della sua narrativa profondamente emotiva.
Scrivendo per Variety, Steven Horowitz ha elogiato la scrittura dei testi dell'album e ha sottolineato come la Grande sia "la cantautrice più sottovalutata della musica pop, che abbina costantemente il concetto all'esecuzione e ciò che ha dato a Eternal Sunshine il tipo di peso che solo il miglior pop terapeutico può fornire".
Gary Grimes di Attitude ha definito il progetto "un momento appropriato per mettere in pausa quello che è stato un percorso straordinario di una delle nostre pop star più affermate".
La tonalità musicale dell'album è stata spesso elogiata. Reagan Denning di Melodic Magazine e Amelia Knust di Washington Square News hanno elogiato l'aggiunta dello stile synth-pop, descrivendo l'atmosfera dell'album come "melodie ossessionanti e sintetizzatori inquietanti per creare un'esperienza di ascolto eterea" e "aggiungendo un nuovo livello di perfezione synth-pop".
Un giudizio positivo è giunto anche dalla Recording Academy:

## Successo commerciale
Negli Stati Uniti, gli streaming e i download della prima settimana di Brighter Days Ahead hanno contribuito a riportare Eternal Sunshine al primo posto della Billboard 200, guadagnando 137.000 unità equivalenti a un album, inclusi 98,45 milioni di streaming on-demand e 61.000 vendite di album standard. Con la ristampa, Eternal Sunshine ha trascorso la sua terza settimana non consecutiva al primo posto, dopo più di un anno di assenza; inoltre, Eternal Sunshine ha registrato il più grande balzo di posizione al primo posto (dalla posizione 87 alla 1) dai tempi di Days Before Rodeo di Travis Scott. Brighter Days Ahead è stato l'album più consumato della settimana, tornando al primo posto sia nelle classifiche Billboard Top Vinyl Albums che Top Album Sales, rivendicando la sua seconda settimana non consecutiva al primo posto.

## Brighter Days Ahead
Simultaneamente con l'uscita della versione deluxe è stato pubblicato Brighter Days Ahead, un cortometraggio diretto da Christian Breslauer e dalla Grande. Il cortometraggio mostra un prosieguo della vicenda di Peaches, il personaggio di finzione introdotto nel videoclip di We Can't Be Friends (Wait for Your Love).
Scritto e diretto da Breslauer e Grande, tre canzoni dall'edizione standard dell'album e tre dalle tracce bonus della ristampa sono presenti nel film.  Coprodotto da London Alley, Lucky Bastards, Republic Records e dalla stessa Grande, il cortometraggio ha debuttato il 28 marzo sul canale YouTube dell'artista; proiezioni di Brighter Days Ahead  per i fan si sono tenute il 30 marzo a Boca Raton, Chicago, Los Angeles e New York City.

## Tracce
Testi di Ariana Grande eccetto dove indicato.
1. Intro (End of the World) – 1:32 (musica: Ariana Grande, Shintaro Yasuda, Nick Lee, Aaron Cheung)
2. Bye – 2:44 (testo: Ariana Grande, Max Martin – musica: Ariana Grande, Max Martin, Ilya Salmanzadeh)
3. Don't Wanna Break Up Again – 2:54 (testo: Ariana Grande, Max Martin – musica: Ariana Grande, Max Martin, Ilya Salmanzadeh)
4. Saturn Returns Interlude – 0:42 (testo: Diana Garland – musica: Ariana Grande, Max Martin, Ilya Salmanzadeh)
5. Eternal Sunshine – 3:30 (musica: Ariana Grande, Max Martin, Ilya Salmanzadeh, Shintaro Yasuda, David Park)
6. Supernatural – 2:43 (musica: Ariana Grande, Max Martin, Oscar Görres)
7. True Story – 2:43 (Ariana Grande, Max Martin)
8. The Boy Is Mine – 2:53 (testo: Ariana Grande, Max Martin – musica: Ariana Grande, Max Martin, Ilya Salmanzadeh, Shintaro Yasuda, David Park)
9. Yes, And? – 3:34 (musica: Ariana Grande, Max Martin, Ilya Salmanzadeh)
10. We Can't Be Friends (Wait for Your Love) – 3:48 (musica: Ariana Grande, Max Martin, Ilya Salmanzadeh)
11. I Wish I Hated You – 2:34 (musica: Ariana Grande, Ilya Salmanzadeh)
12. Imperfect for You – 3:02 (testo: Ariana Grande, Max Martin – musica: Ariana Grande, Max Martin, Ilya Salmanzadeh, Peter Kahm)
13. Ordinary Things (feat. Nonna) – 2:48 (testo: Ariana e Marjorie Grande – musica: Ariana Grande, Luka Kloser, Nick Lee)
14. Intro (End of the World) (Extended) – 2:41 (musica: Ariana Grande, Shintaro Yasuda, Nick Lee, Aaron Cheung)
15. Yes, And? (feat. Mariah Carey) (Remix) – 3:35 (testo: Ariana Grande, Mariah Carey – musica: Ariana Grande, Mariah Carey, Max Martin, Ilya Salmanzadeh)
16. Supernatural (feat. Troye Sivan) (Remix) – 2:41 (testo: Brett McLaughlin, Troye Sivan, Ariana Grande – musica: Ariana Grande, Max Martin, Oscar Görres)
17. The Boy Is Mine (feat. Brandy & Monica) (Remix) – 3:33 (testo: Ariana Grande, Max Martin, Brandy Norwood, Monica Arnold – musica: Ariana Grande, Max Martin, Ilya Salmanzadeh, Shintaro Yasuda, Davidior)
18. Twilight Zone – 3:18 (musica: Ariana Grande, Max Martin, Ilya Salmanzadeh)
19. Warm – 3:21 (musica: Ariana Grande, Max Martin, Oscar Görres)
20. Dandelion – 3:24 (musica: Ariana Grande, Max Martin, Ilya Salmanzadeh)
21. Past Life – 3:35 (musica: Ariana Grande, Max Martin, Ilya Salmanzadeh)
22. Hampstead – 3:36 (musica: Ariana Grande, Max Martin, Ilya Salmanzadeh)

Note
- Tutti i titoli, eccetto per le tracce 4 e 22, sono stilizzati in minuscolo.
- I remix di Yes, And?, Supernatural e The Boy Is Mine sono esclusivi della versione fisica.
- Nonna è Marjorie Grande, la nonna di Ariana Grande
- Le traccie da 1 a 13 sono della versione standard mentre da 14 a 22 sono esclusive della versione deluxe

## Formazione
Musicisti
- Ariana Grande – voce principale
- Shintaro Yasuda – tastiere, programmazione (14)
- Nick Lee – tastiere, programmazione, trombone (14)
- Aaron Paris – programmazione (14)
- Aaron Cheung – basso, chitarra, sintetizzatore, violino (14)
- Ilya – basso, batteria, tastiere, programmazione, co-arrangiamento (18, 20–22)
- Max Martin – basso, batteria, co-arrangiamento (18, 20–22); tastiere, programmazione (18–22)
- Oscar Görres – basso, batteria, chitarra, programmazione (19)
- Jesse McGinty – tenor saxophone, trombone, tromba (20)
- Rashawn Ross – tromba (20)
- Davide Rossi – violino, viola, violoncello, archi (22)

Tecnici
- Serban Ghenea – mixing
- Bryce Bordone – mixing; ingegneria del suono (18–22)
- Randy Merrill – mastering
- Eric Eylands – registrazione (14)
- Lou Carrao – ingegneria del suono
- Sam Holland – ingegneria del suono
- Daniel Clarke-DiCandilo – ingegneria aggiuntiva (20)
- Jashua Conolly – ingegneria aggiuntiva (20)

## Classifiche
| Classifica (2025) | Posizione massima |
| ----------------- | ----------------- |
| Argentina         | 3                 |
| Croazia (Int.)    | 2                 |
| Islanda           | 12                |
| Italia            | 7                 |
| Lituania          | 21                |
| Norvegia          | 7                 |
| Portogallo        | 14                |
| Repubblica Ceca   | 49                |
| Slovacchia        | 30                |

## Date di pubblicazione
| Stato       | Data           | Edizione                | Formato                           | Etichetta discografica | Fonte         |
| ----------- | -------------- | ----------------------- | --------------------------------- | ---------------------- | ------------- |
| Mondo       | 28 marzo 2025  | Standard                | CD LP download digitale streaming | Republic               | [ 37 ] [ 38 ] |
| Stati Uniti | 1° aprile 2025 | A cappella instrumental | Download digitale                 | Republic               | [ 39 ] [ 40 ] |
| Mondo       | 4 aprile 2025  | A cappella instrumental | Streaming                         | Republic               | [ 41 ]        |